# Vivarium

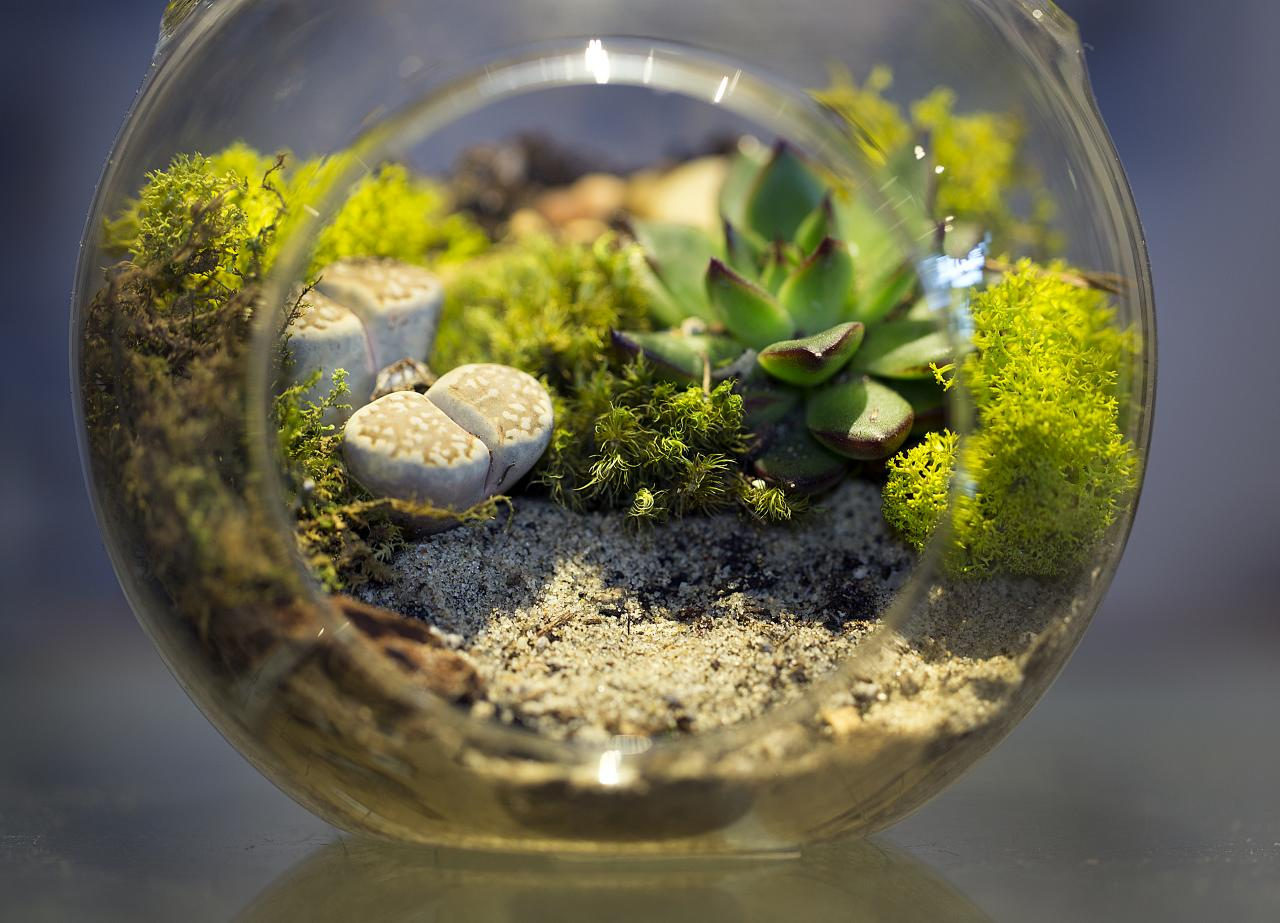
Hộp sinh thái mini hay còn gọi là bồn cảnh thủy tinh mở

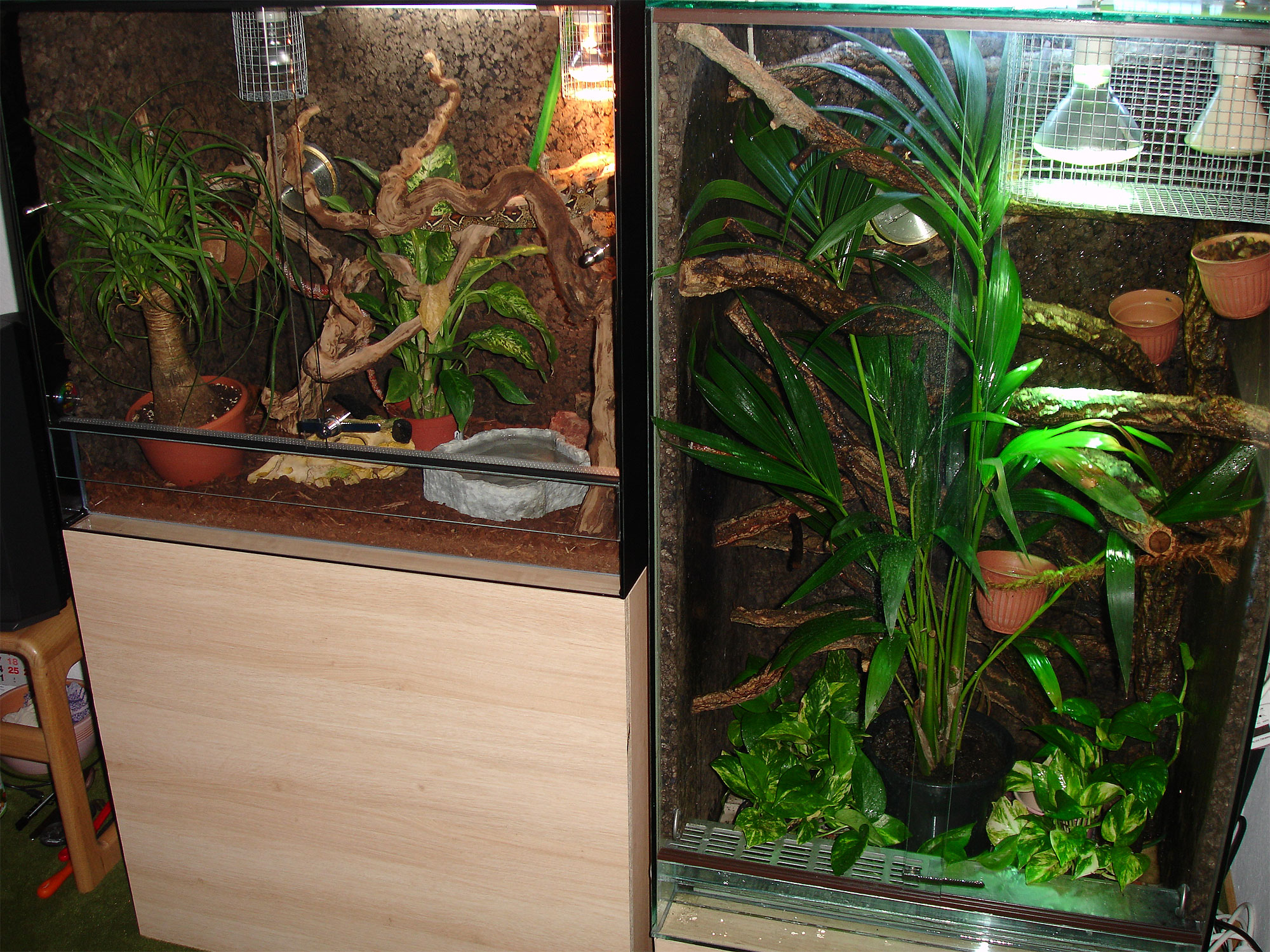
Hộp sinh thái với cây lớn

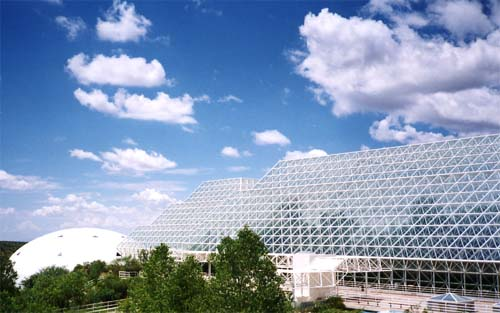
Một phòng sinh thái ở Oracle, Arizona

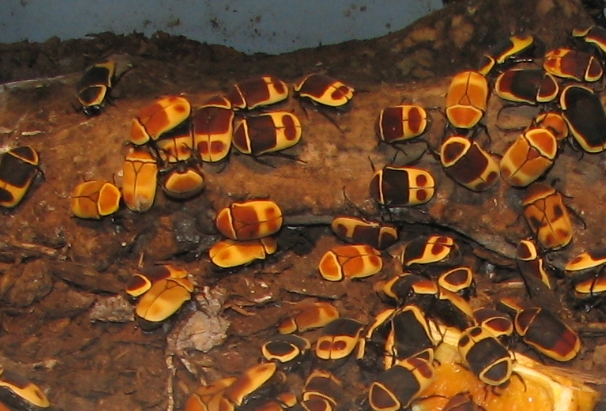
Một Insectarium nuôi chứa loài bọ hung Pachnoda marginata

Vivarium xuất phát từ trong tiếng Latin mang nghĩa chỗ sống, nó còn được gọi là hộp sinh thái hoặc lớn hơn là phòng sinh thái, là khu vực thường khép kín, nuôi nhốt và chăm sóc để quan sát hoặc nghiên cứu động thực vật. Vivarium thường mô phỏng trên quy mô nhỏ một phần hệ sinh thái của một loài đặc biệt với những tác động điều chỉnh được các nhân tố sinh thái. Lồng kính của vivarium thường có 1 nắp có thể tháo rời như dạng cửa để tiếp xúc trực tiếp được vào bên trong khi cần thiết. Ngoài mục đích dành cho nghiên cứu thì vivarium còn dùng cho mục đích tranh trí làm cảnh.

## Lịch sử
Nhà động vật học André Marie Constant Duméril (1774-1860) là người đã tạo ra đầu tiên ở châu Âu một bộ sưu tập các loài bò sát ở Vườn bách thảo Paris, ông hoàn toàn có thể quản lý, quan sát và nghiên cứu các sinh hoạt của chúng. Chỗ sống cho đàn bò sát của ông được cải tạo từ chuồng khỉ năm 1838 và được xem là mô hình vivarium đầu tiên của con người được biết đến và ghi chép chính thức. Cho đến năm 1849 vivarium đặc biệt chuyên dụng đầu tiên mới được thành lập ở Sở thú London nước Anh.

## Phân loại
Chủ yếu phân loại vivarium dựa trên kích thước và hệ sinh thái được mô phỏng:
- Aquarium: Thường mô phỏng các hệ sinh thái ao, đầm, hồ, sông, biển với chủ yếu là các loài thủy sinh như cá, tôm, san hô, cây cỏ, rong rêu.

- Bể cá cảnh: Mô phỏng các hồ cá.

- Penguinarium: Mô phỏng môi trường lạnh ở các địa cực, với sinh vật chủ yếu có thể là các loài chim cánh cụt, cá. Dạng vivarium này chủ yếu dành cho kinh doanh hoặc vườn thú trưng bày.
- Insectarium: Dạng vivarium mô phỏng môi trường sống của côn trùng và các loài động vật chân đốt khác.

- Formicarium: Mô phỏng môi trường sống của loài kiến.

- Terrarium: Là một dạng vivarium khi nó mô phỏng môi trường số khô cho đến môi trường rừng mà có chứa các loài động vật để quan sát như bò sát, lưỡng cư, côn trùng, bọ cạp, nhện, chim nhỏ.